# Michael Lersow

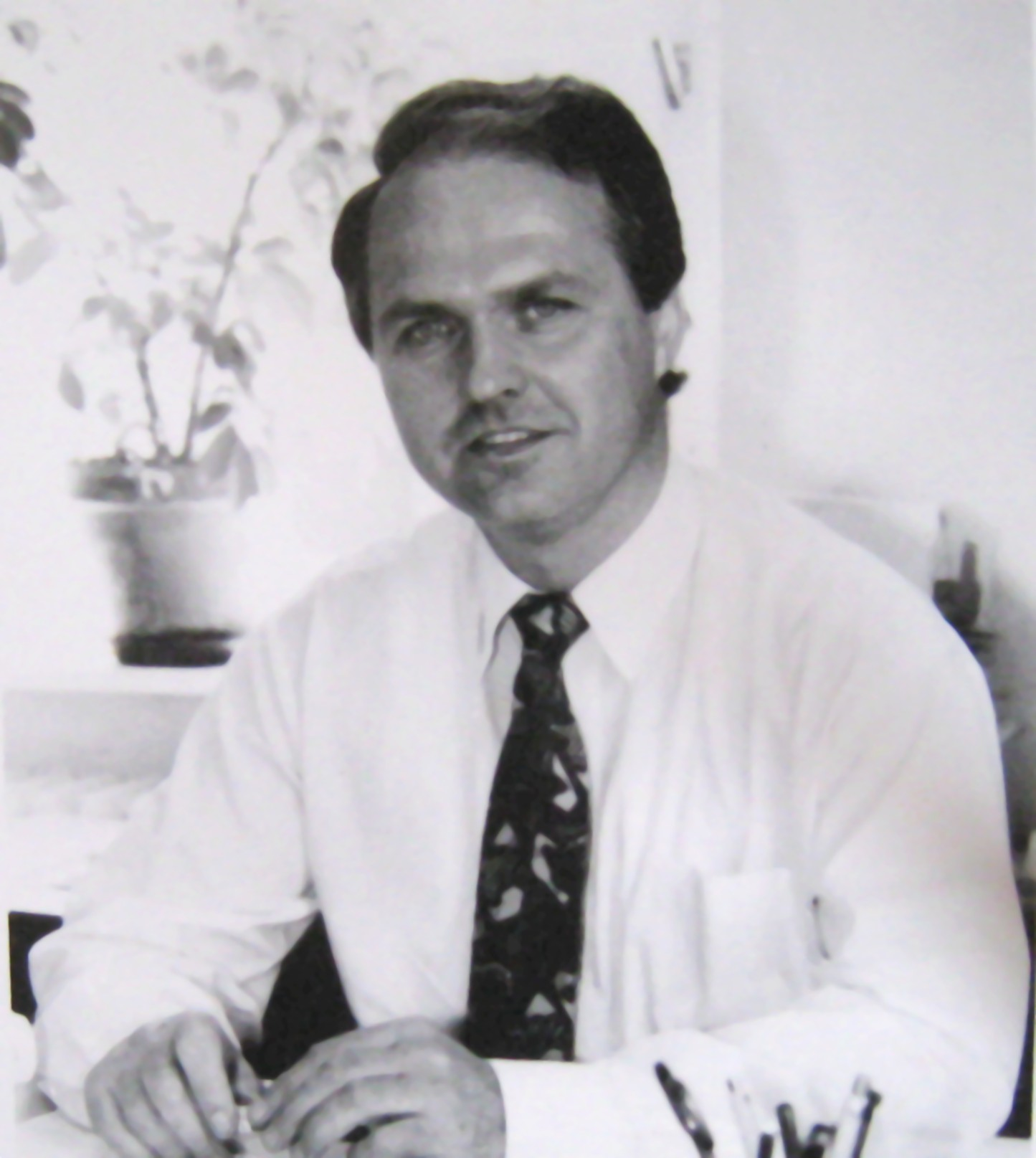
Michael Lersow (1993)

Michael Peter Lersow (* 20. Dezember 1946 in Stralsund) ist ein deutscher Politiker (SPD) und Ingenieur.

## Leben
Lersow besuchte die Grundschule in Schwerin. 1963 wurde er aus politischen Gründen von der Erweiterten Oberschule verwiesen, nachdem er Kritik am Bau der Mauer geäußert hatte. Wegen sogenannter „Republikflucht“ und „staatsgefährdender Hetze“ wurde er zu acht Monaten Haftstrafe verurteilt. Lersow leistete in der DDR auch keinen Wehr- oder Wehrersatzdienst. In der Folge absolvierte er eine Facharbeiterausbildung und erlangte in einer Abendschule 1965 das Abitur. Im erzgebirgischen Breitenbrunn studierte er von 1967 bis 1970 Maschinenbau. Per Fernstudium an der Technischen Hochschule Karl-Marx-Stadt erlangte er 1976 den akademischen Grad Diplom-Ingenieur im Studiengang Angewandte Mechanik und promovierte 1984 an der TU Bergakademie Freiberg mit einem Thema zur numerischen Modellierung des mechanischen Verhaltens von Lockergesteinskörpern. Der komplexen Fragestellung des mechanischen Verhaltens von Locker- und Festgesteinskörpern unter extremen Belastungen und Randbedingungen (geotechnische Bauwerke und zeitabhängige Standsicherheiten) ist Lersow in seinem beruflichen Leben immer verbunden geblieben. Zahlreiche Veröffentlichungen, Entwicklungen und Patente belegen dies. In der Zeit von 1980 bis 1990 hat Lersow in einer interdisziplinären Arbeitsgruppe der TU Bergakademie Freiberg für Schacht Konrad (derzeit im Bau befindliches Endlager für radioaktive Abfälle mit geringer Wärmeentwicklung) und Asse II an Stabilitätsnachweisen und der Auslegung sowie stofflichen Komposition von Verschlussbauwerken mitgewirkt.
Lersow wurde mit dem Wissenschaftspreis der TU Bergakademie Freiberg für die Leistung „Verschlusssysteme zur sicheren Verwahrung von Abfallprodukten“ im Kollektiv ausgezeichnet (1989).
Für seine politische Haftstrafe, siehe BStU, wurde er im geeinten Deutschland vom Landgericht Schwerin 1992 rehabilitiert.
Im Wendeherbst 1989 engagierte er sich in der Kommission zur Demokratisierung der Wissenschafts- und Verwaltungsstruktur an der TU Bergakademie Freiberg. Ab November 1989 war er am Aufbau der Sozialdemokratischen Partei in Freiberg und Karl-Marx-Stadt beteiligt. Im März 1990 wurde Lersow Vorsitzender des SPD-Bezirksverbandes Sachsen-Süd, zwei Monate später erster Landesvorsitzender der SPD Sachsen. Unter seiner Führung gelang der sächsischen SPD bei den Wahlen zum ersten Sächsischen Landtag mit der Spitzenkandidatin Anke Fuchs im Oktober 1990 ein Ergebnis von 19,1 %. In der ersten Legislaturperiode des Sächsischen Landtags war er stellvertretender Fraktionsvorsitzender seiner Partei und propagierte einen deutlichen Oppositionskurs zur alleinregierenden CDU unter Ministerpräsident Kurt Biedenkopf, der von seinen Fraktionskollegen nicht mitgetragen wurde. Im Juli 1993 legte er nach innerparteilichen Querelen den Landesvorsitz nieder und schied 1994 aus dem Landtag aus.
1995 wechselte Lersow in den Sanierungsbergbau der Lausitzer und Mitteldeutschen Braunkohlengebiete, wo er u. a. maßgeblich zur Entwicklung und Sicherung von Arbeits- und Ausbildungsplätzen beitrug. Ab 2005 war er als Geschäftsführer des „Technischen Ressorts“ der Wismut GmbH für die Sanierung bei langzeitlicher Sicherung der Hinterlassenschaften des Uranerzbergbaus der SDAG Wismut in Sachsen und Thüringen auch bergrechtlich und strahlenschutzrechtlich (atomrechtlich) verantwortlich. Gleichzeitig war er gemeinsam mit Dr. Christian Kunze Geschäftsführer der WISUTEC Wismut Umwelttechnik GmbH (seit Mitte 2010 WISUTEC Umwelttechnik GmbH).
Lersow ist seit Oktober 2007 ehrenamtlicher Obmann des Arbeitskreises „Tailings“ der Deutschen Gesellschaft für Geotechnik e.V., der sich u. a. mit der Erarbeitung von Richtlinien (Anforderungen) für die Auslegung, den Betrieb und die Verwahrung von Tailingsdämmen sowie deren Langzeitstabilität beschäftigt.
Aus der Tätigkeit als Wissenschaftlicher Angestellter im Bundesamt für Strahlenschutz im Bereich „Sicherheit nuklearer Entsorgung“ wurde er altersbedingt pensioniert. Er lebt mit seiner Frau in Breitenbrunn/Erzgebirge.

## Ehrungen
Am 15. Mai 2010 wurde ihm von Landtagspräsident Matthias Rößler „für sein Engagement für den Aufbau eines freiheitlichen und demokratischen Sachsens“ die Sächsische Verfassungsmedaille verliehen.

## Schriften
- Lersow, Michael; Waggitt, Peter: Disposal of All Forms of Radioactive Waste and Residues - Long-Term Stable and Safe Storage in Geotechnical Environmental Structures; Springer Nature AG; Switzerland; ISBN 978-3-030-32909-9 und ISBN 978-3-030-32910-5 (E-Book) , 1st ed. 2020, IX, 449 p.
- Endlagerung aller Arten von radioaktiven Abfällen und Rückständen – Langzeitstabile, langzeitsichere Verwahrung in Geotechnischen Umweltbauwerken – Sachstand, Diskussion und Ausblick. 1. Auflage; Seiten: 448; Abb.: 121; Springer Spektrum, 2018
- Energy Source Uranium – Resources, Production and Adequacy. Mining Reporter – Glueckauf 153 (3); Seiten 286–306; Essen, June 2017
- Safe Closure of Uranium Mill Tailings Ponds. keynote lecture on 6th International Congress on Environmental Geotechnics 2010, New Delhi, India, Nov. 2010, proceedings, chapt. 1, p. 125–139
- Zwischen Konfrontation und Konzession – Friedliche Revolution und deutsche Einheit in Sachsen. Christoph Links Verlag GmbH, Berlin, Sept. 2010, 1. Aufl. S. 75–91
- Deep soil compaction as a method of ground improvement and to stabilization of wastes and slopes with danger of liquefaction, determining the modulus of deformation and shear strength parameters of loose rock. In: Elsevier Science, Waste Management, 21. Jg. 2001, S. 161–174
- (mit W. Förster) Plattendruckversuch auf der Bohrlochsohle, Ermittlung des Spannungs-Deformations-Verhaltens von Lockergestein und Deponiematerialien, Braunkohle. In: Surface Mining 50(1998) 4, S. 369–377
- (mit V. Köckritz, P. Sitz): Querschnittsabdichtungen von untertägigen Hohlräumen und Bohrlöchern unter besonderer Berücksichtigung der Endlagerung radioaktiver Abfälle, Teil 2. In: Neue Bergbautechnik, 1990, 20. Jg., Heft 6, S. 204–208.
- (mit P. Sitz): Elasto - Plastischer Spannungs – Deformations – Ansatz unter Verwendung der Fließbedingung von Drucker-Prager für die Berechnung dickwandiger, kreiszylindrischer Auskleidungen. Freiberger Forschungshefte A 771, 1988, S. 115–128.
- (mit W. Förster, J. Kessler) „Beitrag zur Berechnung der Gasdruckbelastung von Aquiferspeichern“. Bauingenieur 68, Springer Verlag 1993, S. 191–196,
- Exhaustive proof of the soil mechanical behaviour of loose rocks in stabilized extensive mining sites. XIIIth European Conference on Soil Mechanics and Geotechnical Engineering, August 2003, Prag.
- (mit N. Hoth, C. Nitsche): Modular concept of technical solutions for the improvement of the water, quality of acid mine water from former open pits 4th International Conference on Filters and Drainage in Geotechnical and Environmental Engineering „Geofilters 2004“, October 2004, Stellenbosch, South Africa
- Verwahrung von Wismut Tailing Ponds und Dekontamination der Frei-, Poren- und Sickerwässer. 57. BHT, TU Bergakademie Freiberg, Deutsch-Polnisches Bergbauforum, Juni 2006.
- (mit P. Schmidt): The Wismut Remediation Project. In: Proceedings of First International Seminar on Mine Closure, Sept. 2006, Perth, Australia, p. 181 – 190.
- (mit H. Märten): Energiequelle Uran-Ressourcen, Gewinnung und Reichweiten im Blickwinkel der technologischen Entwicklung. In: Glückauf 144 (2008)3, S. 116–122, Essen.